# Бэдлер, Джейн
Джейн Бэдлер (англ. Jane Badler; род. 31 декабря 1953, Бруклин, Нью-Йорк) — американская актриса и певица.

## Жизнь и карьера
Джейн Бэдлер родилась в Бруклине, Нью-Йорк, а в подростковом возрасте переехала в Манчестер, Нью-Гемпшир. В 1972 году она выиграла конкурс «Мисс Нью-Гемпшир», а после участвовала в «Мисс Америка». Впоследствии она поступила в Северо-Западный университет в Эванстоне, где изучала актёрское мастерство. В 1977 году она дебютировала в мыльной опере «Одна жизнь, чтобы жить», где снималась последующие несколько лет.
Бэдлер добилась наибольшей известности по роли злодейки Дианы в научно-фантастической франшизе V. Она впервые исполнила свою роль в мини-сериале 1983 года «V», год спустя в его сиквеле — «V: Последняя битва», а в 1984—1985 годах в сериале, который был закрыт после одного сезона. В 2011 году она вернулась к своей роли в ремейке сериала.
Бэдлер снялась в телесериале «Фэлкон Крест» в 1986—1987 годах, а также появилась в нескольких теле и кинофильмах. В конце восьмидесятых она переехала в Австралию, где проходили съемки сериала «Миссия невыполнима». Бэдлер сосредоточилась на своей карьере в кабаре и театре, и практически не появлялась на экранах. В марте 2010 года она присоединилась к австралийской мыльной опере «Соседи» в роли злодейки Дианы Маршалл. Она ушла из шоу после четырёх месяцев съемок. Кроме того она выпустила два студийных альбома: The Devil Has My Double в 2008 и Tears Again в 2011 году.
19 марта 1988 года Бадлер вышла замуж за Майкла Рейшлина, но вскоре они развелись. С 23 декабря 1990 года Бадлер замужем за бизнесменом Стивеном Хайнсом, в браке с которым у неё родилось два сына — Сэмюэль Дэвид Хайнс (род. в июле 1991) и Гаррисон «Гарри» Джордж Хайнс (4 декабря 1992 — 7 января 2020). Младший сын Гарри, который был актёром, музыкантом и моделью, покончил с собой после борьбы «с психическим заболеванием и зависимостью».

## Фильмография
| Год       |     | Русское название                                              | Оригинальное название                                            | Роль                     |
| --------- | --- | ------------------------------------------------------------- | ---------------------------------------------------------------- | ------------------------ |
| 1977—1983 | с   | Одна жизнь, чтобы жить                                        | One Life to Live                                                 | Мелинда Крамер Янссен    |
| 1979      | с   | Остров фантазий                                               | Fantasy Island                                                   | Ким                      |
| 1981      | тф  | Террор среди нас                                              | Terror Among Us                                                  | Пэм                      |
| 1982      | с   | Доктора                                                       | The Doctors                                                      | Натали Белл              |
| 1983      | с   | V                                                             | V                                                                | Диана                    |
| 1983      | ф   | Первый раз                                                    | The First Time                                                   | Карен Уотсон             |
| 1983      | с   | Мистер Смит                                                   | Mr. Smith                                                        | имя персонажа неизвестно |
| 1984      | с   | Победа: Последняя битва                                       | V: The Final Battle                                              | Диана                    |
| 1984      | с   | Братья                                                        | Brothers                                                         | Филлис                   |
| 1984—1985 | с   | Люди-ящеры                                                    | V: The Series                                                    | Диана                    |
| 1985      | тф  | Договор                                                       | Covenant                                                         | Дана Ноубл               |
| 1985      | с   | Отель                                                         | Hotel                                                            | Энджи Арчер              |
| 1986      | с   | Blacke's Magic                                                | Blacke's Magic                                                   | Элиза Ли                 |
| 1986      | с   | Быстрина                                                      | Riptide                                                          | Джанет Ингрэм            |
| 1986      | тф  | Фаза наказания                                                | The Penalty Phase                                                | Кэти Пинтер              |
| 1986—1987 | с   | Фэлкон Крест                                                  | Falcon Crest                                                     | Мередит Брэкстон         |
| 1987      | с   | Джейк и толстяк                                               | Jake and the Fatman                                              | Шелли                    |
| 1987—1988 | с   | The Highwayman                                                | The Highwayman                                                   | Таня Уинтроп             |
| 1988      | с   | Она написала убийство                                         | Murder, She Wrote                                                | Каролин Хэзлитт          |
| 1989      | ф   | Чистое золото                                                 | Oro fino                                                         | Джулия                   |
| 1989      | ф   | Осенний дождь                                                 | Lluvia de otoño                                                  | Люсия                    |
| 1989      | ф   | Легкое убийство                                               | Easy Kill                                                        | Джейд Андерсон           |
| 1989—1990 | с   | Миссия невыполнима                                            | Mission: Impossible                                              | Шеннон Рид               |
| 1990      | ф   | Чёрный снег                                                   | Black Snow                                                       | Шелби Коллинз            |
| 1992      | с   | Улика                                                         | Cluedo                                                           | миссис Элизабет Пикок    |
| 1992      | с   | Посольство                                                    | Embassy                                                          | Жаклин Ковальски         |
| 1994      | с   | Небесные странники                                            | Sky Trackers                                                     | Корал Ли Пирс            |
| 1995      | с   | Холодная река: Сага Макгрегора                                | Snowy River: The McGregor Saga                                   | Ивонн Во                 |
| 1995      | ф   | Под прицелом                                                  | Under the Gun                                                    | Сэнди Торренс            |
| 1997      | с   | Флиппер                                                       | Flipper                                                          | имя персонажа неизвестно |
| 1999      | с   | Зона крушения                                                 | Crash Zone                                                       | Элеонора Ренфи           |
| 2001      | тф  | Какая мать, такой и сын: Странная история Санты и Кенни Каймс | Like Mother Like Son: The Strange Story of Sante and Kenny Kimes | миссис Фокс              |
| 2002      | с   | Затерянный мир                                                | The Lost World                                                   | Дама Элис Кителер        |
| 2002      | с   | Блу хилеры                                                    | Blue Heelers                                                     | Kath Shepherd            |
| 2008      | ф   | Под красной луной                                             | Under a Red Moon                                                 | Анна Данн                |
| 2008      | с   | Сопротивление                                                 | Resistance                                                       | мама                     |
| 2010      | с   | Соседи                                                        | Neighbours                                                       | Диана Маршалл            |
| 2010      | ф   | Игла                                                          | Needle                                                           | профессор Бэньон         |
| 2011      | с   | V                                                             | V                                                                | Диана                    |
| 2011      | с   | Такова жизнь                                                  | Offspring                                                        | Венди                    |
| 2013      | ф   | Пирог на день рождения                                        | Birthday Cake                                                    | Джейн Бэдлер             |
| 2014      | кор | Добрый самаритянин                                            | Good Samaritan                                                   | бизнес-леди              |
| 2014      | кор | Bitch, Popcorn & Blood                                        | Bitch, Popcorn & Blood                                           | роковая женщина          |
| 2015      | ф   | От девушке к девушке                                          | De chica en chica                                                | Кирстен                  |
| 2015      | кор | Двойная проблема                                              | Double Trouble                                                   | Одноглазая               |
| 2015      | с   | The Dough                                                     | The Dough                                                        | Робин                    |
| 2016      | ф   | Виртуальная революция                                         | Virtual Revolution                                               | Дина                     |

## Дискография

### Студийные альбомы
| Альбом                  | Информация об альбоме                                                                          |
| ----------------------- | ---------------------------------------------------------------------------------------------- |
| The Devil Has My Double | - Выпущен: 17 июня 2008 года - Лейбл: Unstable Ape Records - Форматы: CD, цифровая дистрибуция |
| Tears Again             | - Выпущен: 11 марта 2011 года - Лейбл: Inertia Records - Форматы: CD, цифровая дистрибуция     |
| Opus                    | - Выпущен: 15 сентября 2014 года - Лейбл: MeJane Music - Форматы: CD, цифровая дистрибуция     |

## Синглы
| Сингл                                     | Информация об композиции                                                                                                   |
| ----------------------------------------- | --- |
| Four Corners to My Bed                    | - Выпущен: 2011 года - Форматы: CD, цифровая дистрибуция                                                                   |
| Men Who Lie                               | - Выпущен: 2011 года - Форматы: CD, цифровая дистрибуция - Музыкальный клип: сделан Мэлом Вояджером                        |
| Snow Carnival Queen                       | - Выпущен: 2011 года - Форматы: CD, цифровая дистрибуция - Музыкальный клип: Animation and Production by 1house Management |
| I Want a lot of Boys to Cry at my Funeral | - Выпущен: 2011 года - Форматы: CD, цифровая дистрибуция - Музыкальный клип: Grey Aviary Media                             |